# Kohn Pedersen Fox
Kohn Pedersen Fox Associates (KPF) é uma empresa de arquitetura americana que presta serviços de arquitetura, projeto de interiores, programação e planejamento urbano para clientes nos setores público e privado. A KPF é uma das maiores empresas de arquitetura da cidade de Nova Iorque, onde está sediada.

## História

### Começo nos Estados Unidos (1976-1980)
A KPF foi fundada em 1976 por A. Eugene Kohn, William Pedersen e Sheldon Fox, que saíram juntos da John Carl Warnecke & Associates, um dos maiores escritórios de arquitetura do país. Pouco tempo depois, a American Broadcasting Company (ABC) contratou a KPF para projetar a conversão de um antigo prédio de armas no West Side de Manhattan para sediar estúdios de TV e escritórios. Isso levou a outros 14 projetos desenvolvidos para a ABC nos 11 anos seguintes, e resultou também em contratos de grandes empresas de todo o país, como AT&T e Hercules Incorporated. Até meados da década de 1980, a KPF tinha cerca de 250 arquitetos trabalhando em projetos em cidades dos Estados Unidos. Em 1985, John Burgee (do escritório de arquitetura concorrente John Burgee Architects) chamou a KPF de “A melhor empresa comercial em atividade nos EUA”  O projeto da KPF para 333 Wacker Drive em Chicago (1983) foi premiado com o AIA National Honor Award em 1984, tornando a empresa famosa no país. Ele continua sendo um marco de Chicago e foi eleito o “Edifício Favorito” pelos leitores do Chicago Tribune em 1995 e 1997. Em 1986, a sede da Procter & Gamble, em Cincinnati, com um padrão de andar corrido com projeto de interiores feito por Patricia Conway, foi reconhecida por seu design inovador com o AIA National Honor Award. Após o sucesso com esses projetos, a KPF foi selecionada para projetar a sede mundial da IBM em Armonk, NY (1997), o Chicago Title and Trust Building em Chicago (1992) e o Federal Reserve Bank of Dallas (1993).
Na década de 1990, a KPF ampliou sua atividade de projetos projetos governamentais e cívicos, dentre os quais o Tribunal de Justiça dos EUA de Foley Square em Nova York (1995), o Tribunal de Justiça Mark O. Hatfield em Portland, OR (1996), o Tribunal de Justiça de Minneapolis (1996), o Aeroporto Internacional de Buffalo Niagara (1993) e a premiada reformulação da sede do Banco Mundial em Washington, DC (1996).
A inscrição vencedora da KPF no concurso internacional para a Sede do Banco Mundial, que atraiu 76 participantes de 26 países, foi a única inscrição que propôs a manutenção das estruturas existentes.

### Expansão para a Europa (1980-1990)
Nas décadas de 1980 e 1990, a KPF passou de ser uma empresa americana focada em projetos corporativos a uma empresa internacional com clientes institucionais, governamentais e de transporte, além do trabalho corporativo.
A KPF concluiu o projeto de dois quarteirões da remodelação em grande escala de Canary Wharf (1987) e da sede da Goldman Sachs na Fleet Street (1987-1991), ambos em Londres. A KPF ainda hoje desenvolve projetos na área de Canary Wharf, tais como o Clifford Chance Tower (2002) para a Sede Europeia da KPMG (2009). O trabalho subsequente da KPF no Reino Unido inclui Thames Court em Londres (1998), o Rothermere American Institute da Universidade de Oxford (2001) e o masterplan da London School of Economics (2002). O premiado projeto da KPF em Westendstraße 1, em Frankfurt (1992), um dos primeiros exemplos de design de uso misto, aumentou a proeminência internacional da empresa e solidificou a reputação da empresa como uma prática global progressiva. A KPF foi contratada para projetos subsequentes em toda a Europa, incluindo Provinciehuis em Haia (1998), Danube House em River City, Praga (2003), a expansão e renovação do World Trade Center em Amsterdã (2004) e a Sede da Endesa em Madri ( 2003).

### Trabalhos na Ásia e em outros países (1990-2009)
A estreia da KPF no mercado asiático começou o projeto Japan Railways Central Towers em Nagoya (1999), com 420 mil m². Após 10 anos, a KPF desenvolvia projetos no Japão, Coréia, Indonésia, Tailândia, Hong Kong, Taiwan e China continental. Dentre os projetos de destaque da KPF concluídos na Ásia estão o Plaza 66 em Nanjing Xi Lu de Xangai (2001), o Roppongi Hills em Tóquio (2003), a Continental Engineering Corporation Tower em Taipei (2003), o Rodin Pavilion em Seul (2003), a sede da Merrill Lynch no Japão em Tóquio (2004), a Shr-Hwa International Tower em Taichung (2004) e o Shanghai World Financial Center (2008), que foi escolhido como o “Melhor Edifício de Grande Altura” pelo Council on Tall Buildings and the Urban Habitat em 2008. A KPF trabalhou com os conhecidos engenheiros estruturais da Leslie E. Robertson Associates para otimizar a laje de piso e sua eficiência estrutural a partir de sua forma cônica. Além deste trabalho na Ásia, a KPF tem projetos concluídos em: Oriente Médio, incluindo a Sede da Autoridade de Investimentos de Abu Dhabi (2007) e as Torres Marina (2008); América do Sul incluindo Ventura Corporate Towers no Rio de Janeiro (2008) e Infinity Tower em São Paulo (2012); Austrália, incluindo Chifley Tower em Sydney (1992); e também trabalhou em vários projetos na África.

### Expansão de Presença Nacional e Global (2010 - Presente)
Após quatro décadas de fundação, a KPF desenvolveu particular especialização na área de projetos de escritórios, estruturas super altas e empreendimentos urbanos de uso misto de grande escala.
Em novembro de 2018, a empresa anunciou a abertura de novos escritórios em São Francisco, Berlim e Cingapura para apoiar projetos atuais, novas contratações e empreendimentos prospectados nessas regiões.
Dentre os projetos de maior destaque da empresa neste período estão o One Vanderbilt, uma nova torre de escritórios super alta em Midtown Manhattan localizada próxima à Estação Grand Central e fornecendo acesso direto à estação; e o plano diretor do Hudson Yards, o maior empreendimento imobiliário privado da história dos Estados Unidos, que mescla residências com escritórios, hotéis e varejo, e vida nas ruas. A KPF também projetou os edifícios 10 Hudson Yards, 20 Hudson Yards, 30 Hudson Yards e 55 Hudson Yards, que juntos oferecem espaço para escritórios, varejo e hospitalidade dentro do empreendimento.
Também em Nova York, a KPF está coordenando a reformulação das Red Hook Houses da New York City Housing Authority (NYCHA ), que sofreram graves inundações e danos causados pelo vento durante a supertempestade Sandy em 2012. O maior conjunto habitacional público do Brooklyn, o Red Hook Houses, acomoda mais de 6.000 pessoas em 28 prédios.
Fora dos Estados Unidos, a KPF tem colaborado com a regeneração e conservação do Covent Garden Estate, exercendoi a coorednação de projeto de vários dos edifícios. Também em Londres, a empresa projetou a 52 Lime Street, conhecida como The Scalpel.

## Trabalho recente
Dentre os projetos da KPF estão espaços cívicos e culturais, edifícios de escritórios comerciais, instalações de transporte, empreendimentos residenciais e hoteleiros, instalações educacionais e institucionais e empreendimentos comerciais de uso misto.

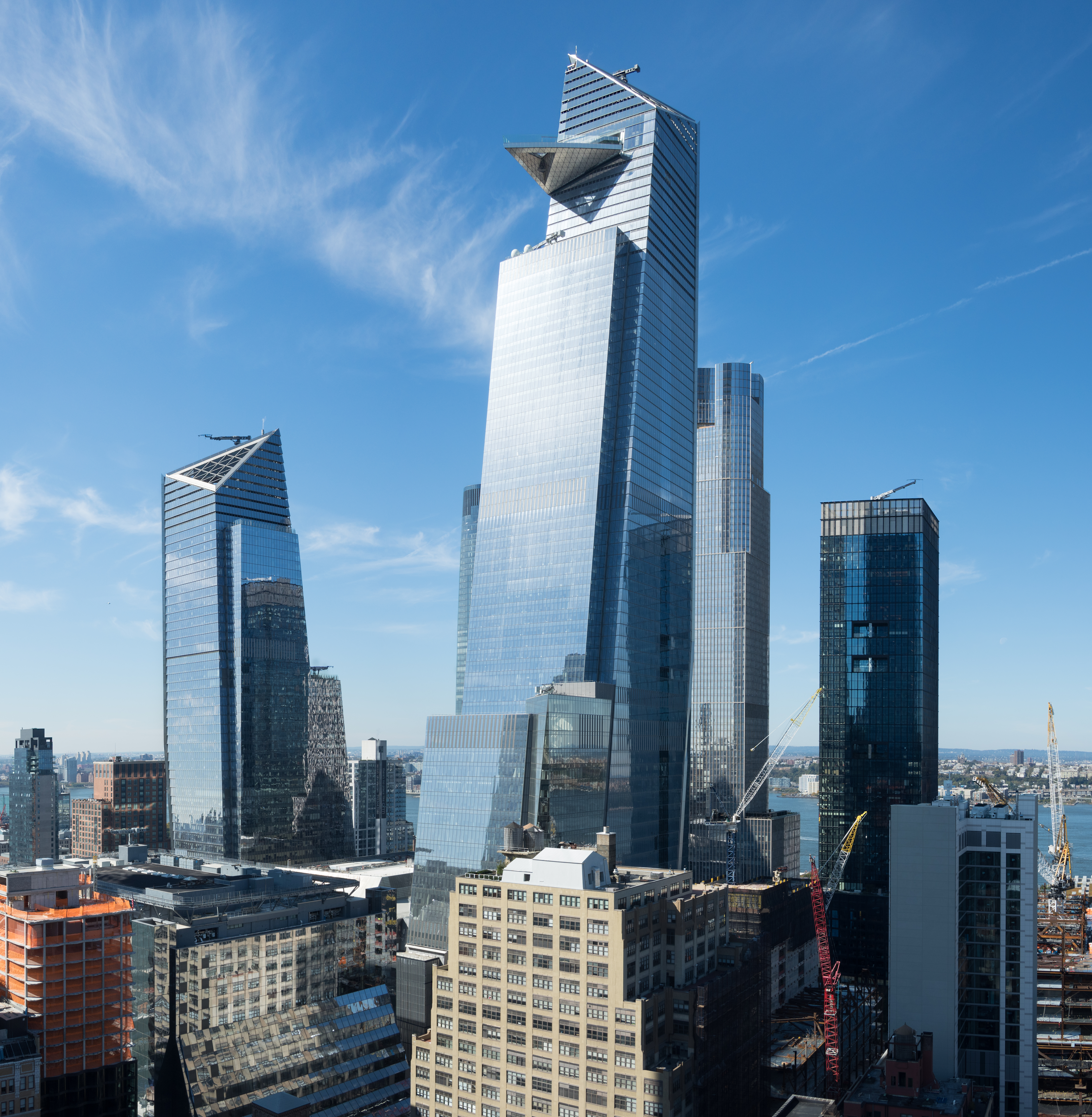
Hudson Yards, Nova York, NY, EUA

Em Boston, a KPF está atualmente projetando dois projetos à beira-mar: Channelside, três edifícios com habitação, escritórios, laboratórios e lojas no Fort Point Waterfront e The Pinnacle at Central Wharf, uma torre residencial, de escritórios e de lojas de 180 metros de altura no centro da cidade. A KPF também está projetando o Detroit Center for Innovation da Universidade de Michigan 601 West Pender em Vancouver, 81 Newgate Street em Londres, e The Bermondsey Project no sul de Londres, que criará cerca de 1548 unidades habitacionais. A KPF também está planejando e projetando o novo "campus sustentável e inteligente" da Universidade de Ciência e Tecnologia de Hong Kong em Guangzhou .

### Projetos Recentes
- Centros de Pesquisa Científica Avançada CUNY na cidade de Nova York (2015) [24]
- 52 Lime Street em Londres (2018) [25]
- Sede da China Resources em Shenzhen (2018)
- Uma baía de Shenzhen em Shenzhen (2018)
- Floral Court e Covent Garden em Londres (2018)
- Torre Robinson em Cingapura (2018)
- Hudson Yards em Nova York (2019)
- Rosewood Bangkok em Bangkok (2019)
- Victoria Dockside em Hong Kong (2019)
- Torre de outubro em Shenzhen (2020)

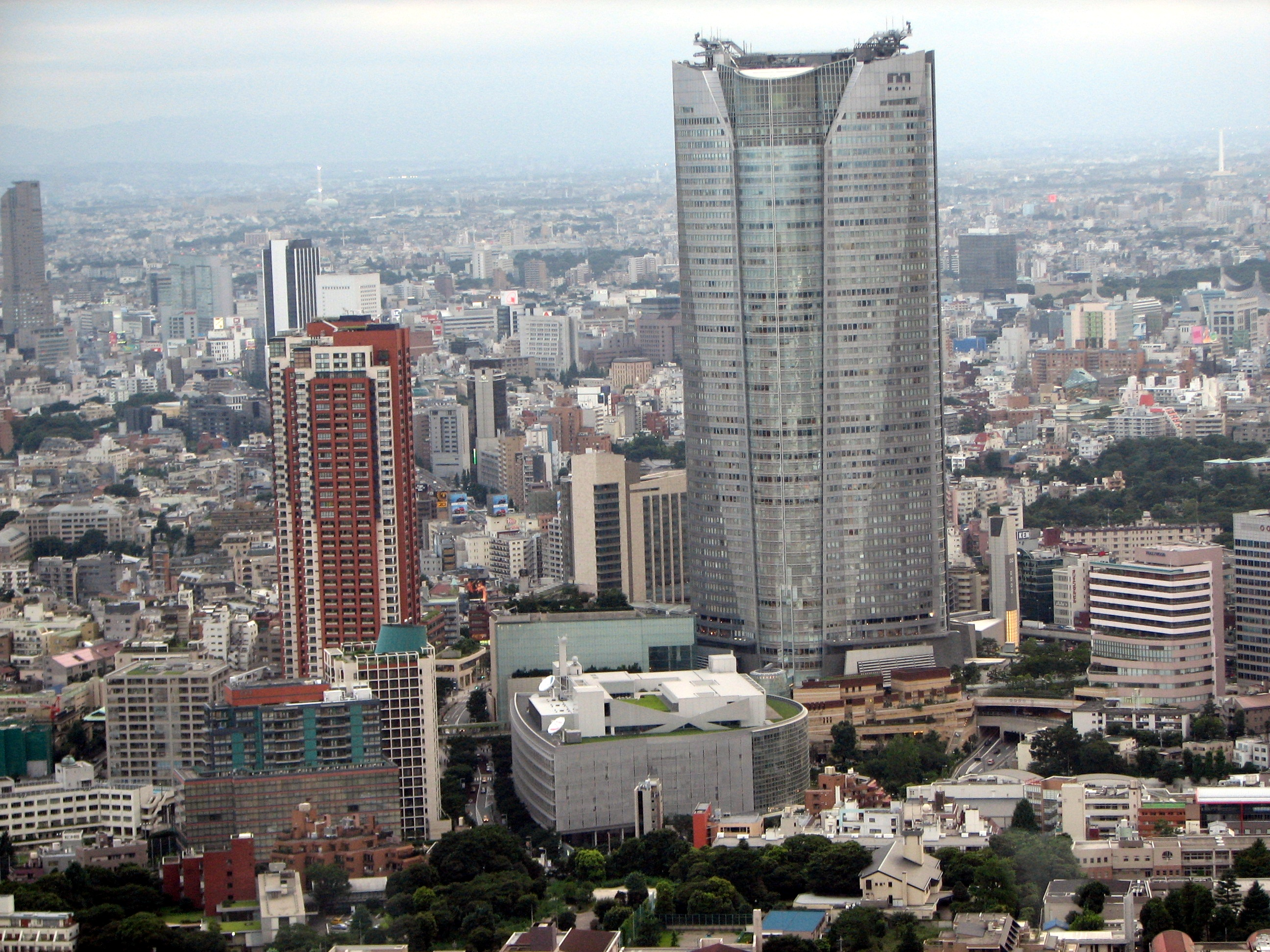
Roppongi Hills, Tóquio, Japão

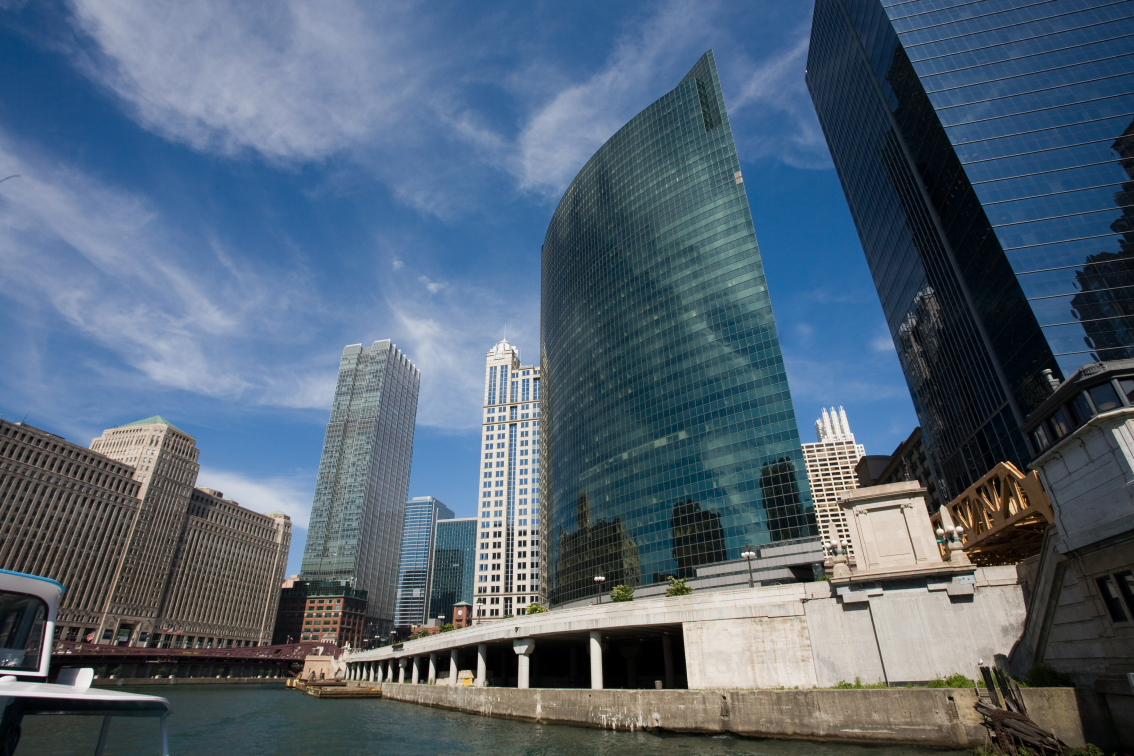
333 West Wacker Drive, Chicago, IL, EUA

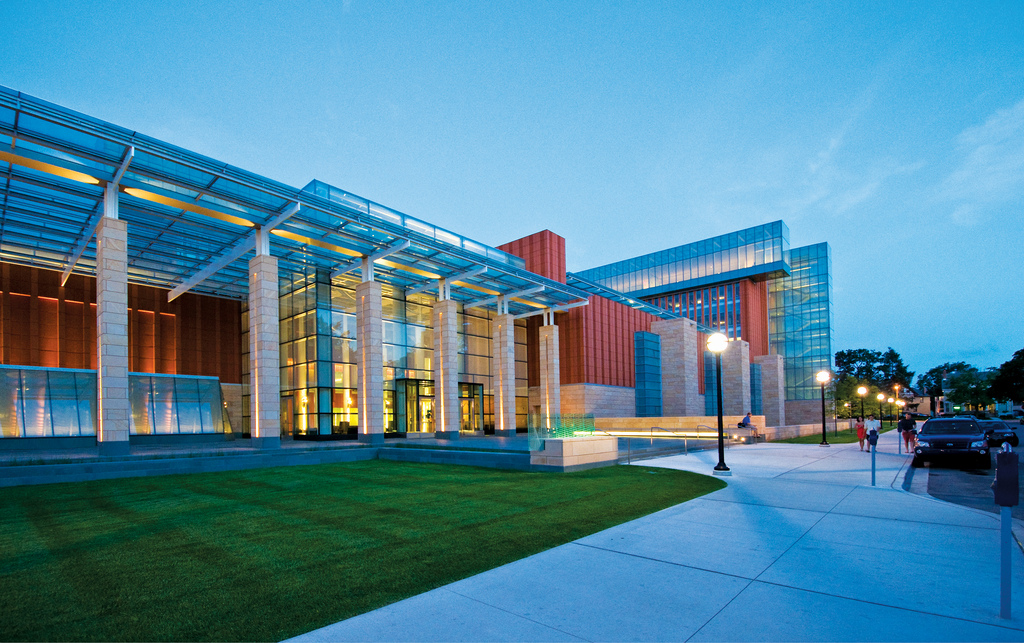
Ross School of Business, Universidade de Michigan, Ann Arbor, MI, EUA

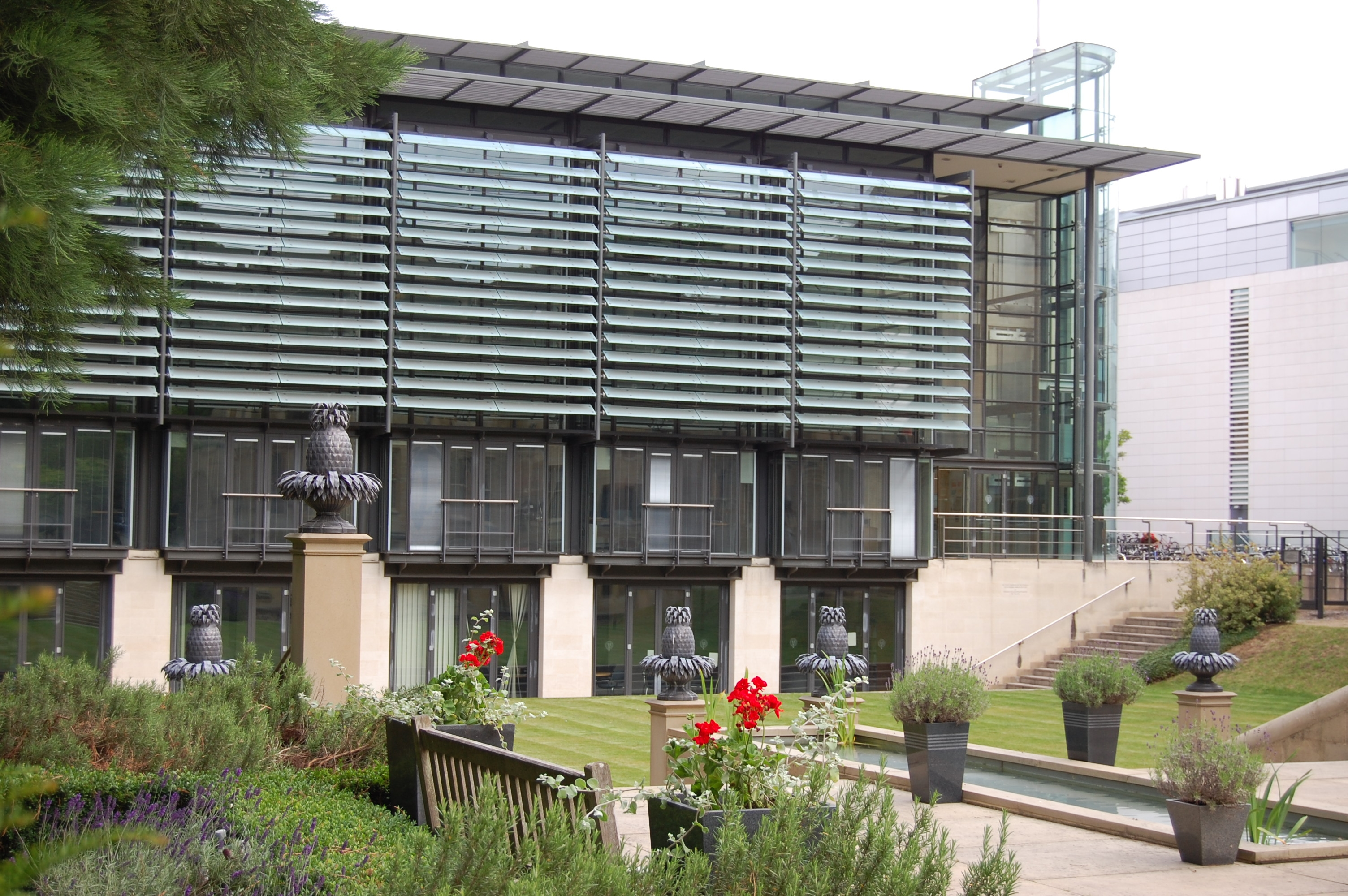
Rothermere American Institute, Universidade de Oxford, Oxford, Reino Unido

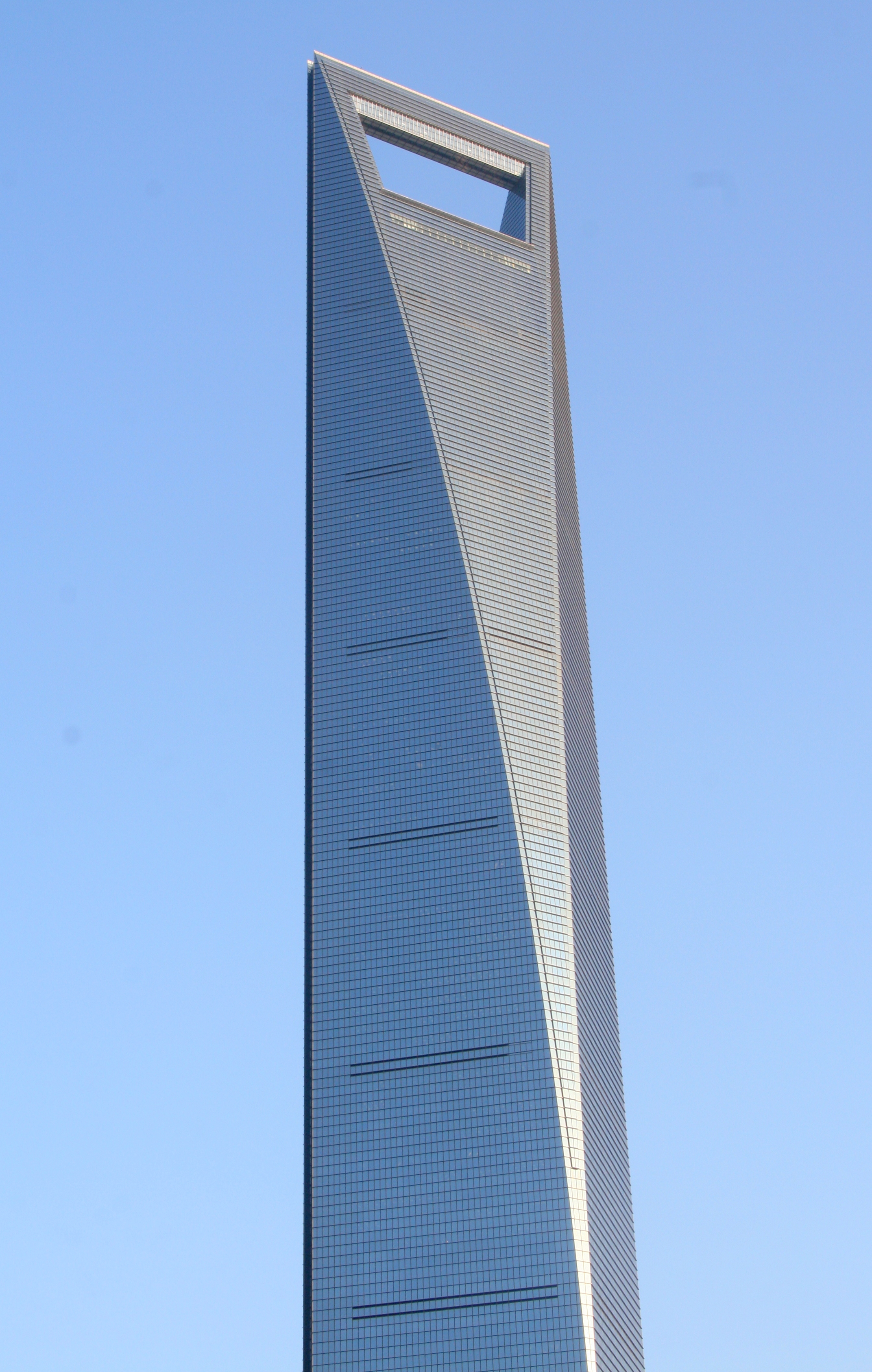
Centro Financeiro Mundial de Xangai, Xangai, China

- Um Vanderbilt em Nova York (2020)
- Dabaihui Plaza em Shenzhen (2021)

## Destaques
A KPF esteve envolvida no projeto de alguns dos edifícios mais altos do mundo, incluindo: Ping-An Financial Center em Shenzhen, China, de 600 metros de altura; a Lotte World Tower em Seul, Coréia do Sul, de 555 metros; o CTF Finance Center em Guangzhou, China, de 530 metros; a Torre CITIC em Pequim, China, de 528 metros; e a Shanghai World Financial Center em Xangai, China, de 492 metros.
A KPF desenvolve vários projetos de restauração e reforma. Dentre os exemplos deste tipo de trabalho estão a sede do Banco Mundial, a Unilever House e o The Landmark em Hong Kong. A KPF se destaca pela forma de trabalho colaborativa. A intranet “Architectural Forum” da KPF foi descrita no Architectural Record como um exemplo de “um recurso que contribui para um ambiente de aprendizagem através da orientação de equipes de apoio e indivíduos com novas ideias e partilha das melhores práticas”.

## Iniciativas

### KPFui
A KPF Urban Interface, abreviada como KPFui, é uma iniciativa interdisciplinar de pesquisa de análise de dados urbanos da KPF. Fundada em 2012 pelo designer e educador Luc Wilson, a KPFui busca enriquecer o processo de projeto da KPF com dados objetivos e mensuráveis provenientes de contextos urbanos complexos em que a empresa trabalha. As ferramentas computacionais que desenvolve permitem que projetistas e desenvolvedores avaliem as métricas de desempenho da construção no início da concepção de um projeto, analisando parâmetros como luz do dia, vistas e vento, entre outros. O núcleo de pesquisa está tem foco na experimentação com visualização de dados, exibindo tais métricas "para serem acessíveis e compreensíveis" e, consequentemente, "promover um diálogo completo e inclusivo" entre arquitetos, desenvolvedores e o público. A KPFui implementa seus estudos analíticos em todas as escalas, desde o projeto da torre super alta da KPF até o plano diretor urbano expansivo, localizado em cidades ao redor do mundo. A equipe da KPFui trabalha no escritório da empresa em Nova York, onde a KPF está sediada. Desde sua fundação inicial, a KPFui aplicou suas ferramentas de análise de dados em mais de 250 projetos da empresa, tornando-se parte integrante da metodologia de design da empresa.

## Projetos de destaque
- 5 Times Square, Manhattan, Nova York, EUA
- 5 World Trade Center, Manhattan, Nova York, EUA
- 30 Hudson Yards, Manhattan, Nova York, EUA
- 52-54 Lime Street, Londres, Reino Unido
- 55 Hudson Yards, Manhattan, Nova York, EUA
- 333 Wacker Drive, Chicago, Illinois, EUA
- 712 Fifth Avenue, Manhattan, Nova York, EUA
- Abu Dhabi Investment Authority Tower, Abu Dhabi, Emirados Árabes Unidos
- Abu Dhabi International Airport Midfield Terminal Concourse, Abu Dhabi, Emirados Árabes Unidos
- Baruch College Newman Vertical Campus, Manhattan, Nova York, EUA
- Aeroporto Internacional de Buffalo Niagara, Buffalo, Nova York, EUA
- Centra at Metropark, Iselin, NJ, EUA
- Chicago Title and Trust Center, Chicago, Illinois, EUA
- Torre Chifley, Sydney, Austrália
- Edifício CNOOC, Pequim, China
- Daniel Patrick Moynihan Tribunal dos Estados Unidos, Manhattan, Nova York, EUA
- Espírito Santo Plaza, Miami, Flórida, EUA
- Ernst &amp; Young Tower, Toronto, Ontário, Canadá
- Floral Court, Londres, Reino Unido
- Sede corporativa da Gannett/USA Today McLean, Virgínia, EUA
- Guangzhou CTF Finance Center, Guangzhou, China
- Heron Tower, Londres, Reino Unido
- Hoftoren, Haia, Holanda
- Goldin Financial Global Center, Hong Kong
- Hysan Place, Hong Kong
- Centro de Comércio Internacional, Hong Kong
- Lotte World Tower, Seul, Coreia do Sul
- Centro Financeiro de Marina Bay, Singapura
- Expansão e Renovação do Museu de Arte Moderna (MoMA), Manhattan, Nova York, EUA
- One Jackson Square, Manhattan, Nova York, EUA
- One Vanderbilt, Manhattan, Nova York, EUA
- RBC Centre, Toronto, Ontário, Canadá
- Ritz-Carlton Toronto, Toronto, Ontário, Canadá
- Robert H. Jackson Tribunal dos Estados Unidos, Buffalo, Nova York, EUA
- Mori Tower e Grand Hyatt em Roppongi Hills, Tóquio, Japão
- Rothermere American Institute, Universidade de Oxford, Oxford, Reino Unido
- Centro de Ensino de Ciências e Serviços ao Estudante, Universidade de Minnesota, Minneapolis, Minnesota, EUA
- Centro Financeiro Mundial de Xangai, Xangai, China
- Songdo International Business District, Incheon, Coreia
- South Bank Tower, Londres, Reino Unido
- Stephen M. Ross School of Business, Universidade de Michigan-Ann Arbor, Ann Arbor, Michigan, EUA
- Suzhou IFS, Suzhou, Jiangsu, China
- O Marco, Hong Kong
- Unilever House, 100 VE, Londres, Reino Unido
- Westendstraße 1, Frankfurt, Alemanha
- Sede do Banco Mundial, Washington, DC, EUA

## Prêmios e honrarias

### Prêmios da AIA
- Prêmio AIA National Chapter Architectural Firm (1990)
- AIA National Chapter Honor Award for Architecture, Floral Court, Londres (2020)
- AIA National Chapter Honor Award for Architecture, Centra at Metropark, Iselin, NJ, EUA (2013)
- AIA National Chapter Honor Award for Architecture, One Jackson Square, Nova York, EUA (2011)
- AIA National Chapter Honor Award for Architecture, Unilever House, Londres, Reino Unido (2008)
- AIA National Chapter Honor Award for Architecture, Gannett/USA Today Corporate Headquarters McLean, Virginia, EUA (2005)
- AIA National Chapter Honor Award for Architecture, Baruch College Newman Vertical Complex, Nova York, EUA (2003)
- Prêmio de Honra do Capítulo Nacional da AIA para Arquitetura, Sede do Banco Mundial, Washington, DC, EUA (1998)
- AIA National Chapter Honor Award for Architecture, Westendstraße 1, Frankfurt, Alemanha (1994)
- AIA National Chapter Honor Award for Architecture, Procter & Gamble Headquarters, Cincinnati, Ohio, EUA (1987)
- AIA National Chapter Honor Award for Architecture, 333 Wacker Drive, Chicago, Illinois, EUA (1984)

Fonte: 